# Caradrina pujoli
Caradrina pujoli är en fjärilsart som beskrevs av Ramon Agenjo Cecilia 1941. Caradrina pujoli ingår i släktet Caradrina och familjen nattflyn. Inga underarter finns listade i Catalogue of Life.